# Joaquim António Lopes
Joaquim António Lopes, ps. „Farrusco” (ur. 1948 w Morze) – angolski generał porucznik (Tenente General), bohater reportażu Jeszcze dzień życia Ryszarda Kapuścińskiego.
Z pochodzenia jest Portugalczykiem, ale przez większość życia mieszkał i był związany z Angolą. Zapytany, jaki kraj jest jego ojczyzną odpowiadał, że jest nią Angola.

## Życiorys
Urodził się w ubogiej i wielodzietnej rodzinie. W związku z ciężką sytuacją materialną musiał pracować na roli już w wieku 10 lat.
Później przeprowadził się do Lizbony, gdzie stawił się na odbycie obowiązkowej służby wojskowej, w ramach której został wysłany do Angoli. W tym czasie Portugalia (w latach 60. i 70. XX w.), obawiając się utraty kolonii afrykańskich, zintensyfikowała pobór młodych rekrutów, którzy wysyłani byli na tereny kolonii, aby zdusić afrykańskie ruchy wyzwoleńcze, które chciały dać niepodległość swoim ludom po wiekach kolonializmu. By nie dopuścić do tego i zachować „cywilizację zachodu” na „czarnym kontynencie”, rząd Marcello Caetano (następcyAntóniego de Oliveira Salazara) 14 października 1970 r. zawarł tajny pakt wojskowy z rządem Rodezji oraz RPA. Wymierzony był głównie przeciwko ruchom w Angoli, Mozambiku, Namibii i Zimbabwe.
Farrusco przybył do Angoli jako komandos portugalski (oddział komandosów został utworzony w 1962 r.) na statku Vera Cruz. Jego zadaniem i stacjonującej tam armii portugalskiej miało być tłumienie buntu ludności angolskiej. Wówczas propaganda portugalska określała Angolczyków jako terrorystów. Będąc na miejscu, Farrusco zrewidował swoje poglądy i uznał, że stoi po niewłaściwej stronie konfliktu. Angola wówczas była jednym z najsłabiej rozwiniętych terenów Afryki, a Angolczycy stanowili jedną z najbiedniejszych społeczności afrykańskich z wysokim poziomem analfabetyzmu, wśród której panował wielki głód, a dzieci zmuszone były do tego, by żebrać.
Pod koniec służby wojskowej trafił do szpitala wojskowego z powodu wypadku. Poznał tam z Eugene Fonsecę, który chorował na zapalenie wyrostka robaczkowego. Farrusco pomagał mu w codziennym funkcjonowaniu. Panowie zaprzyjaźnili się, a po wyjściu ze szpitala Eugene ujawnił, że należy do MPLA (Ludowego Ruchu Wyzwolenia Angoli), która była jedną z organizacji wyzwoleńczych.
Po zakończeniu służby wojskowej Farrusco postanowił nie wracać do Europy i zostać w Angoli. Zaczął działać w tajnych komitetach MPLA.
Armia MPLA (Ludowe Siły Zbrojne Wyzwolenia Angoli) miała poważne trudności na południowym froncie, dlatego Farrusco postanowił włączyć się do walki. Wykorzystując swoją wiedzę, zorganizował oddział i zajął Lubango, a potem Ondjivę (wówczas Pereira d’Eça).
W październiku 1975 r. został ciężko ranny w okolicy Matali. Kula przebiła mu płuco. Został niezwłocznie przetransportowany do szpitalu w Lubango, gdzie wtedy znajdowała się siedziba sztabu frontu południowego.
Po ogłoszeniu niepodległości Angoli (11 listopada 1975 r.) dalej walczył w Ludowych Siłach Zbrojnych Wyzwolenia Angoli, które stały się oficjalnymi siłami zbrojnymi Angoli, a potem zostały w 1993 r. przekształcone w Angolskie Siły Zbrojne. 28 maja 1993 r. został mianowany na Wicegubernatora Luandy ds. Obrony. 12 października 2001 r. prezydent José Eduardo dos Santos mianował go Dowódcą Garnizonu Wojskowego w Luandzie (Comandante da Guarniçao Miltar de Luanda).
W uznaniu jego zasług 25 kwietnia 2023 r. prezydent João Lourenço odznaczył go Orderem Zasługi Wojskowej 1.stopnia (Ordem do Mérito Militar, 1.o Grau).

## Odniesienia w kulturze
Jest jedną z osób, którą opisał Ryszard Kapuściński w swoim reportażu Jeszcze Dzień Życia. Farrusco pojawił się także jako on sam, opowiadając swoją historię, w filmie Jeszcze dzień życia (2018) w reżyserii Damiana Nenowa i Raúla de la Fuente łączącym techniki animacji i dokumentu, gdzie równolegle do wypowiedzi Farrusco przedstawiona została fabuła filmu z jego animacyjną wersją.